# 罗江镇 (汨罗市)
罗江镇，中华人民共和国湖南省岳阳市汨罗市下属的一个镇，位于汨罗市中北部。
辖1个社区居委会，30个建制村，总面积158平方千米，总人口5.97万人，镇人民政府驻东冲（原红花乡人民政府驻地）。京珠高速公路、107国道经过辖区。

## 建制沿革
- 2015年，红花乡、黄市乡、天井乡成建制合并设立罗江镇。

## 行政区划
红花乡下辖1个社区居委会，30个建制村：
- 东冲社区

- （原红花乡下辖）南寿村、石仑村、石鼓村、刘花洲村、叶家冲村、京街村、廖家段村、罗滨村、东冲村、包塘村、红花村

- （原黄市乡下辖）瑞灵村、黄市村、港口村、托坪村、大坪村、关山村、石堰村、划塘村、翁桥村、干桥村

- （原天井乡下辖）双龙村、大旗村、嵩山村、白马村、嵩华村、天岭村、群英村、长岭村、车田村